# أيروبوت
الأيروبوت هو روبوت جوي، يستخدم عادة في التعبير عن مركبة فضائية غير مأهولة أو مركبة جوية غير مأهولة.
على الرغم من أن العمل قد تم منذ ستينيات القرن الماضي على الروبوتات «المتجولين» لاستكشاف القمر وعوالم أخرى في النظام الشمسي، فإن مثل هذه الآلات لها قيود. تميل إلى أن تكون باهظة الثمن ولها نطاق محدود، وبسبب التأخر الزمني للاتصالات عبر المسافات بين الكواكب، يجب أن تكون ذكية بما يكفي للتنقل دون تعطيل أنفسها.
بالنسبة للكواكب ذات الغلاف الجوي المكون من أي مادة، هناك بديل: روبوت طيران ذاتي التحكم، أو «أيروبوت». وتستند معظم مفاهيم الأيروبوت على المناطيد، في المقام الأول البالونات، ولكن في بعض الأحيان السفن الهوائية. أثناء الطيران فوق العوائق في الرياح، يمكن أن يستكشف البالون مناطق كبيرة من الكوكب بالتفصيل بتكلفة منخفضة نسبيًا. واقترحت الطائرات لاستكشاف الكواكب.

## أساسيات البالونات
في حين أن فكرة إرسال بالون إلى كوكب آخر تبدو غريبة في البداية، فإن البالونات لها عدد من المزايا لاستكشاف الكواكب. يمكن أن تكون خفيفة الوزن ويمكن أن تكون غير مكلفة نسبيًا. يمكن أن تغطي مساحة كبيرة من السطح، وتمنحهم الرؤية من الأعلى القدرة على فحص مساحات شاسعة من التضاريس بتفاصيل أكثر بكثير مما ستكون متاحة من قمر صناعي مداري. بالنسبة للبعثات الاستكشافية، لا يمثل افتقارها النسبي إلى التحكم في الاتجاه عقبة رئيسة، إذ لا توجد حاجة عمومًا لتوجيهها إلى موقع محدد.
تضمنت تصميمات البالونات للبعثات الكوكبية المحتملة بعض المفاهيم غير العادية. أحدها هو الشمسي، أو الأشعة تحت الحمراء «آي آر» مونغولفييه. هو بالون هواء ساخن حيث يتكون الغلاف (كيس الغاز في البالون) من المواد التي تحبس الحرارة من أشعة الشمس، أو من الحرارة المشعة من سطح الكوكب. اللون الأسود هو الأفضل لامتصاص الحرارة، لكن هناك عوامل أخرى مشاركة، ويمكن ألا تكون المادة سوداء بالضرورة.
تتمتع مونغولفييه الشمسية بالعديد من المزايا لاستكشاف الكواكب؛ إذ يمكن نشرها بسهولة أكثر من بالون الغاز الخفيف، ولا تحتاج بالضرورة إلى خزان من الغاز الخفيف للانتفاخ، وتتحمل نسبيًا التسريبات الصغيرة. لكن عيبهت هو أنها ترتفع فقط خلال ساعات النهار.
الآخر هو بالون «ذو سوائل قابلة للانعكاس» يتكون هذا النوع من البالونات من غلاف متصل بخزان، مع احتواء الخزان على سائل يسهل تبخيره. يمكن صنع البالون ليرتفع عن طريق تبخير السائل إلى غاز، ويمكن خفضه عن طريق تكثيف الغاز مرة أخرى إلى سائل. هناك عدد من الطرق المختلفة لتنفيذ هذا المخطط، لكن المبدأ الفيزيائي نفسه في جميع الحالات.
سيحمل البالون المصمم لاستكشاف الكواكب غندولًا صغيرًا يحتوي الحمولة الصافية للمعدات. سوف يحمل الغندول أيضًا أنظمة فرعية للطاقة والتحكم والاتصالات. نظرًا للقيود المفروضة على الوزن وإمدادات الطاقة، سيكون النظام الفرعي للاتصالات عمومًا صغيرًا منخفض الطاقة، وستجرى الاتصالات بين الكواكب عبر مسبار كوكبي مداري يعمل مُرحلًا.
ستنخفض مركبة مونغولفييه الشمسية ليلًا، ستمتلك حبلًا دليليًا مرتبطًا بأسفل الغندول الذي سينطوي على الأرض ويثبت البالون خلال ساعات الظلام. سيصنع الحبل الدليلي من مواد ذات احتكاك منخفض لمنعه من الالتقاط أو التشابك مع التضاريس الأرضية.
بدلًا من ذلك، يمكن أن يحمل البالون «أفعوان» بدلًا من الغندول والحبل الدليلي، مع الجمع بين وظائف الاثنين. هذا المخطط مناسب لإجراء قياسات السطح مباشرة.
يمكن أيضًا تثبيت بالون للبقاء في مكان واحد لإجراء أرصاد في الغلاف الجوي. يُعرف هذا البالون الثابت باسم «المنطاد».
أحد الجوانب الأصعب لعمليات بالون الكواكب هو إدخالها في المهمة. عادة، يدخل البالون في الغلاف الجوي للكواكب في «أيروشيل»، وهو درع حراري على شكل مخروط مسطح. بعد الدخول في الغلاف الجوي، ستستخرج المظلة مجسم البالون من الـ«الأيروشيل»، الذي يقع بعيدًا. ينتشر مجسم البالون بعد ذلك ثم ينتفخ.
بمجرد بدء التشغيل، سيكون الـ«الأيروبوت» بمفرده إلى حد كبير، وسيتعين عليه القيام بمهمته بشكل مستقل، مع قبول الأوامر العامة فقط عبر وصلته البعيدة بالأرض. سيتعين على «الأيروبوت» التنقل في ثلاثة أبعاد والحصول على البيانات العلمية وتخزينها وإجراء التحكم بالتحليق عبر تغيير ارتفاعه وربما الهبوط في مواقع محددة لتأمين استقصاء عن قرب.

### بالونات فينوس فيغا
قام معهد أبحاث الفضاء التابع للأكاديمية السوفيتية للعلوم بالبعثة الأولى، وحتى الآن الوحيدة، بمهمة بالون كوكبي بالتعاون مع وكالة الفضاء الفرنسية «سنيس» في عام 1985. حُمل بالون صغير، يشبه في مظهره بالونات الطقس الأرضية، على كل من المسبارين فيغا وفينوس السوفييتيين، اللذين أطلقا في عام 1984.
أُدخل البالون الأول في الغلاف الجوي لكوكب الزهرة في 11 يونيو 1985، يليه البالون الثاني في 15 يونيو 1985. فشل البالون الأول بعد 56 دقيقة فقط، ولكن الثاني عمل لمدة تقل عن يومين أرضيين حتى نفاذ بطارياته.
كانت بالونات فينوس وفيغا فكرة جاك بلامونت، كبير العلماء في «سنيس» والد بالون استكشاف الكواكب. لقد روج بقوة للمفهوم وحشد الدعم الدولي للمشروع الصغير.
كانت النتائج العلمية لمسباري فينوس وفيغا متواضعة. الأهم من ذلك، أثبتت التجربة الذكية البسيطة صحة استخدام البالونات لاستكشاف الكواكب.

### المحاولة المريخية لأيروبوت
بعد نجاح بالونات فينوس فيغا، ركز بلامونت على مهمة بالون أكثر طموحًا إلى المريخ التي ستُحمل على مسبار فضائي سوفييتي.
الضغط الجوي على المريخ هو حوالي 150 مرة أقل من ضغط الأرض. في مثل هذا الجو الرقيق، يمكن أن يحمل البالون الذي يتراوح حجمه بين 5000 و10000 متر مكعب «178500 إلى 357000 قدم مكعب» حمولة قدرها 20 كيلوجرام «44 رطلاً»، في حين يمكن أن يحمل بالون بحجم 100000 متر مكعب «3600000 قدم مكعب» 200 كيلوجرام «440 رطلًا».
أجرى الفرنسيون بالفعل تجارب مكثفة مع مونغولفييه الشمسية، حيث أجروا أكثر من 30 رحلة من أواخر السبعينيات إلى أوائل التسعينيات. حلقت مونغولفييه على ارتفاع 35 كيلومتراً، حيث كان الغلاف الجوي رقيقًا وباردًا كما لو كان على سطح المريخ، وقضت إحداها 69 يومًا مرتفعة، ملتفة حول الأرض مرتين.
تضمنت المفاهيم الأولية لبالون المريخ نظام «بالون مزدوج»، مع هيدروجين محكم الإغلاق أو بالون مملوء بالهيليوم مربوط مونغولفييه شمسي. صُمم بالون الغاز الخفيف للحفاظ على مونغولفييه مرتفعة عن الأرض في الليل. خلال النهار، تسخّن الشمس مونغولفييه، ما يتسبب في ارتفاع مجسم البالون.
في النهاية، قررت المجموعة إنشاء منطاد هيليوم أسطواني محكم الإغلاق مصنوع من «غشاء بيت» مطلي بالألمنيوم، وبمساحة تبلغ 5500 متر مكعب (196000 قدم مكعب). سيرتفع البالون عند تسخينه خلال النهار، ثم يغرق أثناء تبريده ليلًا.
كان إجمالي كتلة المجسم البالوني 65 كيلوغراما (143 رطلا)، مع غندول 15 كيلوغراما (33 رطلا) وكبل دليلي مجهز 13.5 كيلوغرام (30 رطل). كان من المتوقع أن يعمل البالون لمدة عشرة أيام. لسوء الحظ، على الرغم من إجراء الكثير من أعمال التطوير على البالون وأنظمته الفرعية، أجلّت الصعوبات المالية الروسية مسبار المريخ من عام 1992 إلى عام 1994، ثم إلى عام 1996. وألغي بالون المريخ من المشروع بسبب التكلفة.